# Titisee
Le Titisee est un lac de la Forêt-Noire dans le land de Bade-Wurtemberg. D'origine glaciaire, il s'est constitué derrière une moraine remontant à la glaciation de Würm. Ses caractéristiques et ses dimensions en font le parfait symétrique du lac de Gérardmer côté français.
Le lac est traversé par une rivière appelée Seebach en amont, Gutach en aval, et qui reçoit plus loin son nom définitif de Wutach, affluent du Rhin.
La ville de Titisee-Neustadt, qui s'est développée au nord-est du lac, profite largement du tourisme.

## Formation et histoire
Un lac glaciaire est créé lorsqu'un glacier reste stationnaire pendant une longue période et que le poids du glacier creuse le paysage. Là où le glacier est moins puissant, le sous-sol est moins excavé et s'élève. De plus, il est possible qu'une moraine, un dépôt de matière rocheuse qui est transportée avec le glacier, empêche le ruissellement. Lorsque la glace fond, l'eau est retenue jusqu'à la moraine et un lac est créé. Le Titisee doit sa formation à la dernière période glaciaire, le Pléistocène. Jusqu'à il y a 10 000 ans, un glacier s'étendait du Feldberg à ce qui est aujourd'hui le lac Titisee. Le bassin creusé par le glacier et la moraine terminale forment aujourd'hui le Titisee.
Les premières mentions du lac datent de 1050 et de l'abbaye d'Allerheiligen à Schaffhouse, où le nom de Titinsee est mentionné. Le nom de Dettesee est également mentionné dans un acte de la paroisse de Saig qui date de 1111. Le nom du lac a adopté son présent à partir de 1750 environ.
Dans les vallées autour du Titisee (Altenweg, Spriegelsbach, Schildwende et Jostal), les gens travaillaient généralement dans le secteur agricole, en élevant du bétail. Les artisans comme les forgerons, les charretiers et les fabricants de bardeaux travaillaient au plus près du lac. Pendant longtemps, il y a eu des fermes dispersées autour du lac. Au début du XXe siècle, la construction de la Höllentalbahn et le développement du tourisme ont fait naître un village central au bord du lac.
En 1840, deux sarcophages en tuf travaillé ont été retrouvés sous un monticule par l'écoulement de la Gutach du Titisee. En 2011, l'archéologue Andreas Haasis-Berner a publié un article indiquant qu'ils avaient été datés entre 700 et 900. Jusqu'à présent, on pensait que la Haute Forêt-Noire avait été instable au cours du premier millénaire.

## Origine du nom
Le nom de Titisee est ancien. Les premières mentions en font état en 1050 à l'abbaye de Tous-les-Saints en Suisse près de Schaffhouse. Le nom dans sa forme actuelle date vraisemblablement du milieu du XVIIIe siècle.
Il existe plusieurs thèses concernant l'étymologie du nom :
- En dialecte alémanique, Teti signifie « petit enfant », ce qui serait à rapprocher de contes d'Europe centrale selon lesquels les eaux dormantes profondes engendrent des enfants.
- Le général romain Titus aurait campé par là, et le lac lui aurait plu de telle sorte qu'il lui aurait légué son nom. C'est en tout cas la raison pour laquelle a été construite une vague réplique de galère romaine qui navigue sur le lac.
- Une légende prétend qu'un seigneur nommé Titini venait chasser autour du lac au XIIe siècle.
- Les fleurs d'arum, autrefois connues localement sous le nom de Tittele, pourraient rendre compte de l'origine du nom, quand bien même il n'y en a plus aujourd'hui au bord du Titisee.

## Tourisme
Sur la rive nord du Titisee se trouve une ville thermale populaire du même nom, Titisee-Neustadt. De nombreux hôtels de bien-être et de santé y sont installés et sont reconnus comme faisant partie des plus importants de la région. L'offre de thérapie thermale comprend des applications de fango (la fangothérapie est une application de boue avec de la boue minérale chaude et inodore), des installations Kneipp (en), ainsi que de l'aérobic respiratoire, de la thérapie par le mouvement dans l'eau minérale thermale, des parcours de spa, de la physiothérapie et des massages médicaux et de bien-être. Le complexe aquatique Badeparadies Schwarzwald est situé à quelques centaines de mètres du lac. 
En été, le lac invite les touristes à se baigner, à faire de la voile, de la planche à voile, à louer des pédalos, à faire des randonnées autour du lac et à profiter de la promenade. En outre, de nombreuses manifestations en plein air sont organisées autour du lac chaque été.
En hiver, la piste de luge de Saig-Titisee, longue de 1,2 km, est ouverte. Le plus grand saut à ski naturel d'Allemagne, le Hochfirstschanze, le tremplin de Hochfirst, se trouve également au Titisee. La localité accueille diverses épreuves internationales comme la Coupe du monde de saut à ski de la FIS 2020-21.

## Voir aussi

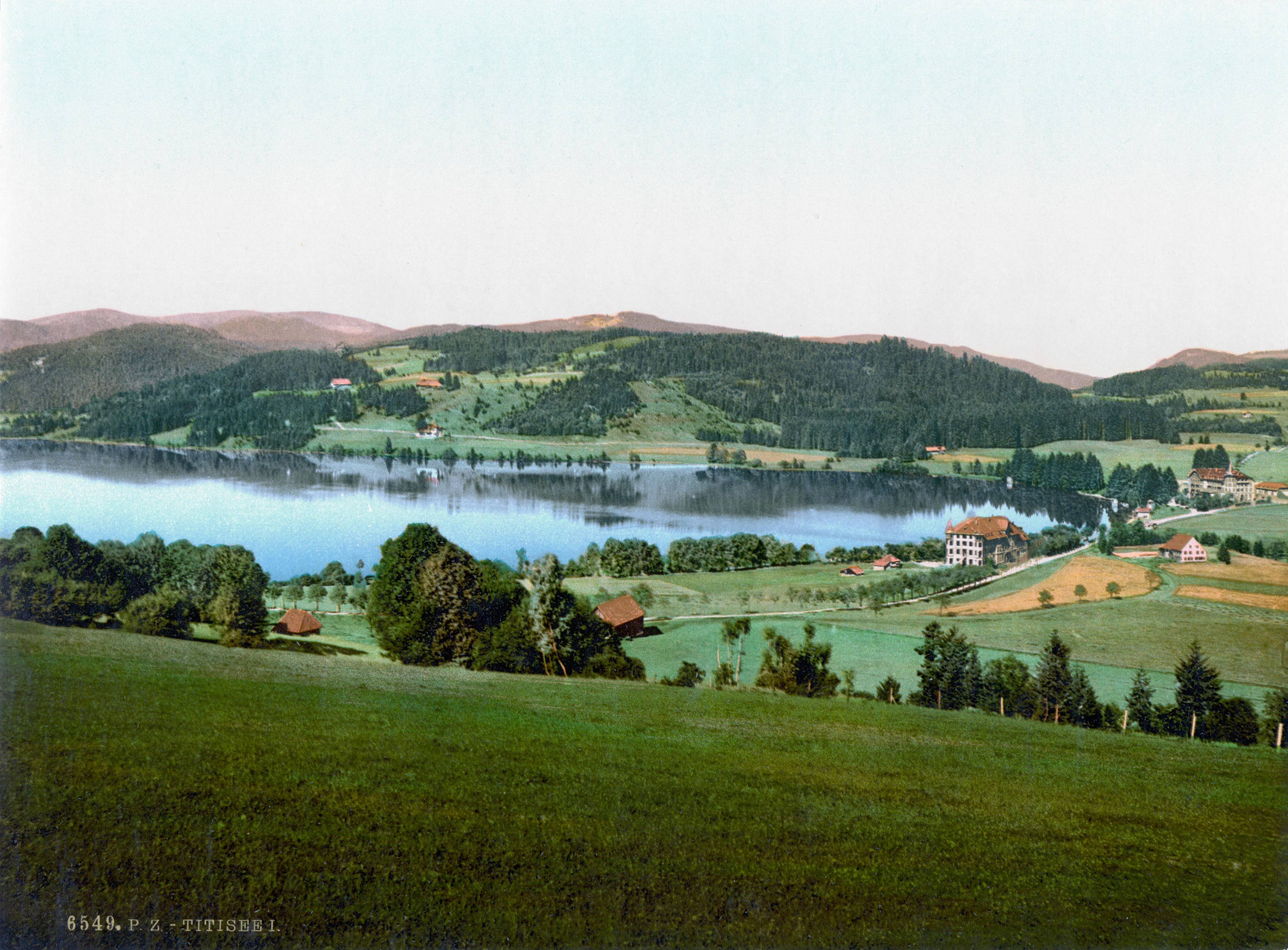
Le Titisee vers 1900.